# Тсогване, Сламбер
Сламбер Тсогване (англ. Slumber Tsogwane; род. 21 сентября 1960, Ракопс, Бечуаналенд (ныне Ботсвана) — политический и государственный деятель Ботсваны, вице-президент Ботсваны с 4 апреля 2018 по 1 ноября 2024 года. Председатель Демократической партии Ботсваны (с 2016). Член парламента — Национального собрания Ботсваны.

## Биография
Окончил Университет Ботсваны. Работал педагогом. До назначения на пост вице-президента с ноября 2014 по март 2018 года был министром местного самоуправления и развития сельских районов Ботсваны.